# Holopyga
Holopyga is een geslacht van vliesvleugelige insecten van de familie Goudwespen (Chrysididae).

## Soorten
- H. amoenula Dahlbom, 1845
- H. austrialis Linsenmaier, 1959
- H. baeckmanni Semenov, 1967
- H. comosa Semenov & Nikolskaya, 1954
- H. crassepuncta Semenov, 1954
- H. cypruscula Linsenmaier, 1959
- H. chrysonota (Förster, 1853)
- H. duplicata Linsenmaier, 1997
- H. fastuosa (Lucas, 1849)
- H. fervida (Fabricius, 1781)
- H. gogorzae Trautmann, 1926
- H. guadarrama Linsenmaier, 1987
- H. hortobagyensis Móczár, 1983
- H. ignicollis Dahlbom, 1854
- H. impressopunctata Arens, 2004
- H. inflammata (Förster, 1853)
- H. jurinei Chevrier, 1862
- H. lucida (Lepeletier, 1806)
- H. mauritanica (Lucas, 1849)
- H. mavromoustakisi Enslin, 1939
- H. merceti Kimsey, 1991
- H. metallica (Dahlbom, 1854)
- H. minuma Linsenmaier, 1959

- H. miranda Abeille de Perrin, 1878
- H. mlokosiewitzi (Radoszkowski, 1876)
- H. parvicornis Linsenmaier, 1987
- H. pseudovata Linsenmaier, 1987
- H. punctatissima Dahlbom, 1854
- H. rubra Linsenmaier, 1999
- H. sardoa Invrea, 1952
- H. trapeziphora Linsenmaier, 1987
- H. vigora Linsenmaier, 1959
- H. vigoroidea Arens, 2004